# (151349) Stanleycooper
(151349) Stanleycooper est un astéroïde de la ceinture principale.

## Description
(151349) Stanleycooper est un astéroïde de la ceinture principale. Il fut découvert le 8 février 2002 à Kitt Peak par Marc W. Buie. Il présente une orbite caractérisée par un demi-grand axe de 2,76 UA, une excentricité de 0,10 et une inclinaison de 1,6° par rapport à l'écliptique.